# Elektrisches Dipolmoment des Neutrons
Das elektrische Dipolmoment des Neutrons (englisch: Neutron electric dipole moment nEDM) ist ein Maß für die Verteilung positiver und negativer Ladungen innerhalb des Neutrons. Ein von null verschiedenes elektrisches Dipolmoment würde bedeuten, dass die Zentren der positiven und negativen Ladungsverteilungen innerhalb des Teilchens nicht zusammenfallen. Bisher konnte kein nEDM nachgewiesen werden. Die obere Grenze liegt derzeit bei dn < 1,3·10−26 e·cm.
Anhand des gemessenen Wertes lassen sich das Standardmodell bzw. seine Erweiterungen überprüfen.

## Theorie

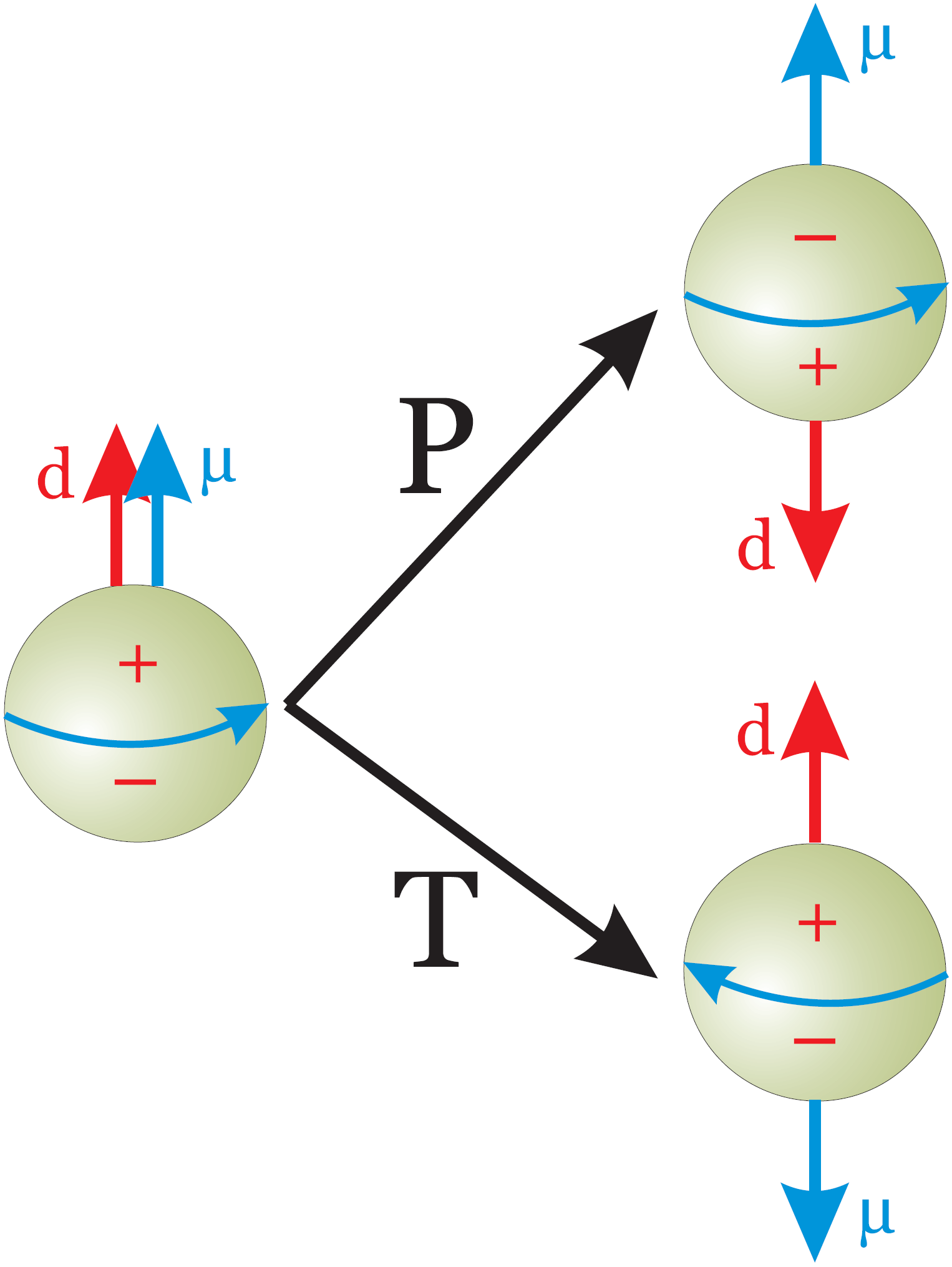
Während das magnetische Dipolmoment bei räumlicher Spiegelung P und bei Zeitumkehr T dasselbe Transformationsverhalten zeigt wie der Spin, ist dies beim elektrischen Dipolmoment d nicht der Fall

### Symmetrien
Ein Elementarteilchen mit Spin hat nach den Gesetzen der Quantenphysik nur eine unterscheidbare Richtung, eben die des Spins. Darum muss das elektrische Dipolmoment {\displaystyle {\vec {d}}} und auch das magnetische Dipolmoment {\displaystyle {\vec {\mu }}} eines Teilchens, sofern es existiert, parallel oder antiparallel zum Spin {\displaystyle {\vec {s}}} sein. Beim Spin und beim magnetischen Moment handelt es sich um Axialvektoren (Pseudovektoren), die unter Punktspiegelung ihre Richtung beibehalten. Man kann sich das im nebenstehenden Bild veranschaulichen: Bei einer Spiegelung entlang der Achsenrichtung von {\displaystyle {\vec {s}}}, d. h. wenn der Spiegel „flach auf dem Boden liegt“, bleibt die Richtung von {\displaystyle {\vec {s}}} und {\displaystyle {\vec {\mu }}} erhalten. Anders ist es mit {\displaystyle {\vec {d}}}: hier dreht sich das Vorzeichen um. Auch bei der Zeitumkehr zeigen {\displaystyle {\vec {s}}} und {\displaystyle {\vec {\mu }}} dasselbe Transformationsverhalten, was verständlich ist, weil ein Magnetfeld von einer bewegten Ladung herrührt und der Geschwindigkeitsvektor bei Zeitumkehr sein Vorzeichen wechselt. Anders verhält sich auch hier {\displaystyle {\vec {d}}}, weil es von statischen Ladungsverteilungen herrührt.
Falls das Neutron also ein permanentes elektrisches Dipolmoment hat, dann ist dieses in einer gespiegelten Welt relativ zum Spin andersherum ausgerichtet – die verletzt die Invarianz der Parität (P). Gleiches gilt für die Zeitumkehr: bei rückwärts laufender Zeit weist {\displaystyle {\vec {d}}} relativ zu {\displaystyle {\vec {s}}} in die entgegengesetzte Richtung. Dies ist eine Verletzung der T-Invarianz, und nach dem CPT-Theorem bedeutet dies zugleich eine Verletzung der CP-Symmetrie.

### Implikationen eines nEDN
Ein endliches nEDM kann nur in einem Prozess erzeugt werden, der die CP-Symmetrie bricht. CP-Verletzungen wurden bei Prozessen der schwachen Wechselwirkung in der Tat beobachtet und sind über die CP-verletzende-Phase der CKM-Matrix im Standardmodell eingebaut. Die Stärke der CP-Verletzung ist jedoch sehr klein und der Beitrag zum nEDM, der aus dem Standardmodell zu erwarten ist, ist nur von der Größenordnung 10−32 e·cm – weit unterhalb der heutigen Messgenauigkeit.
Es sind aber andere Prozesse denkbar, die eine stärkere CP-Verletzung bewirken würden. Ein größeres nEDM wäre also ein Hinweis für Physik über das Standardmodell hinaus; umgekehrt können durch Senkung der experimentellen Obergrenze für ein nEDM verschiedene Modelle ausgeschlossen werden.
- Aus der Asymmetrie zwischen Materie und Antimaterie im Universum kann eine deutliche Verletzung der CP-Invarianz gefolgert werden (siehe Baryogenese). Der Nachweis eines nEDM, das einen höheren Wert hat als vom Standardmodell vorhergesagt, würde diesen Verdacht bestätigen und zum Verständnis der CP-verletzenden Prozesse beitragen.
- Da das Neutron aus Quarks besteht, ist es anfällig für CP-Verletzungen der starken Wechselwirkung. Die Quantenchromodynamik – die theoretische Beschreibung der starken Wechselwirkung – beinhaltet einen Term, der die CP-Symmetrie bricht und durch einen Parameter {\displaystyle {\bar {\theta }}} charakterisiert wird. Das daraus resultierende nEDM wäre {\displaystyle 2\ldots 4{,}5\cdot 10^{-16}\,{\bar {\theta }}\,e\,\mathrm {cm} }.[3] Das aktuelle Limit für das nEDM beschränkt den Wert von {\displaystyle {\bar {\theta }}} auf weniger als 10−10. Dass {\displaystyle {\bar {\theta }}} nicht von der Größenordnung 1 ist, ist als Starkes CP-Problem bekannt.
- Supersymmetrische Erweiterungen des Standardmodells, wie z. B. das MSSM (Minimales supersymmetrisches Standardmodell), führen gewöhnlich auf eine hohe CP-Verletzung. Typische Vorhersagen für das Elektrische Dipolmoment des Neutrons liegen hier zwischen 10−25 e·cm und 10−28 e·cm[4][5].

Wie bei der starken Wechselwirkung ist auch bei supersymmetrischen Theorien die CP-verletzende Phase durch das obere Limit des nEDMs eingeschränkt, bisher allerdings nicht im selben Maße.

## Experimentelle Vorgehensweise
Um das elektrische Dipolmoment des Neutrons zu bestimmen, misst man die Larmorpräzession des Neutronenspins in der Gegenwart paralleler und antiparalleler magnetischer und elektrischer Felder. Die Präzessionsfrequenz für beide Fälle ist gegeben durch
{\displaystyle h\nu =2\mu _{n}B\pm 2d_{n}E}.
Der Ausdruck setzt sich zusammen aus dem Beitrag der Präzession, aufgrund des magnetischen Moments, im Magnetfeld und dem Beitrag der Präzession, aufgrund des elektrischen Dipolmoments, im elektrischen Feld. Aus der Differenz beider Frequenzen lässt sich nun das nEDM bestimmen:
{\displaystyle d_{n}={\frac {h\,\Delta \nu }{4E}}}
Die größte Herausforderung des Experiments (und die größte Quelle systematischer Fehler) ist es, sicherzustellen, dass sich das magnetische Feld während der beiden Messungen nicht ändert.

## Geschichte

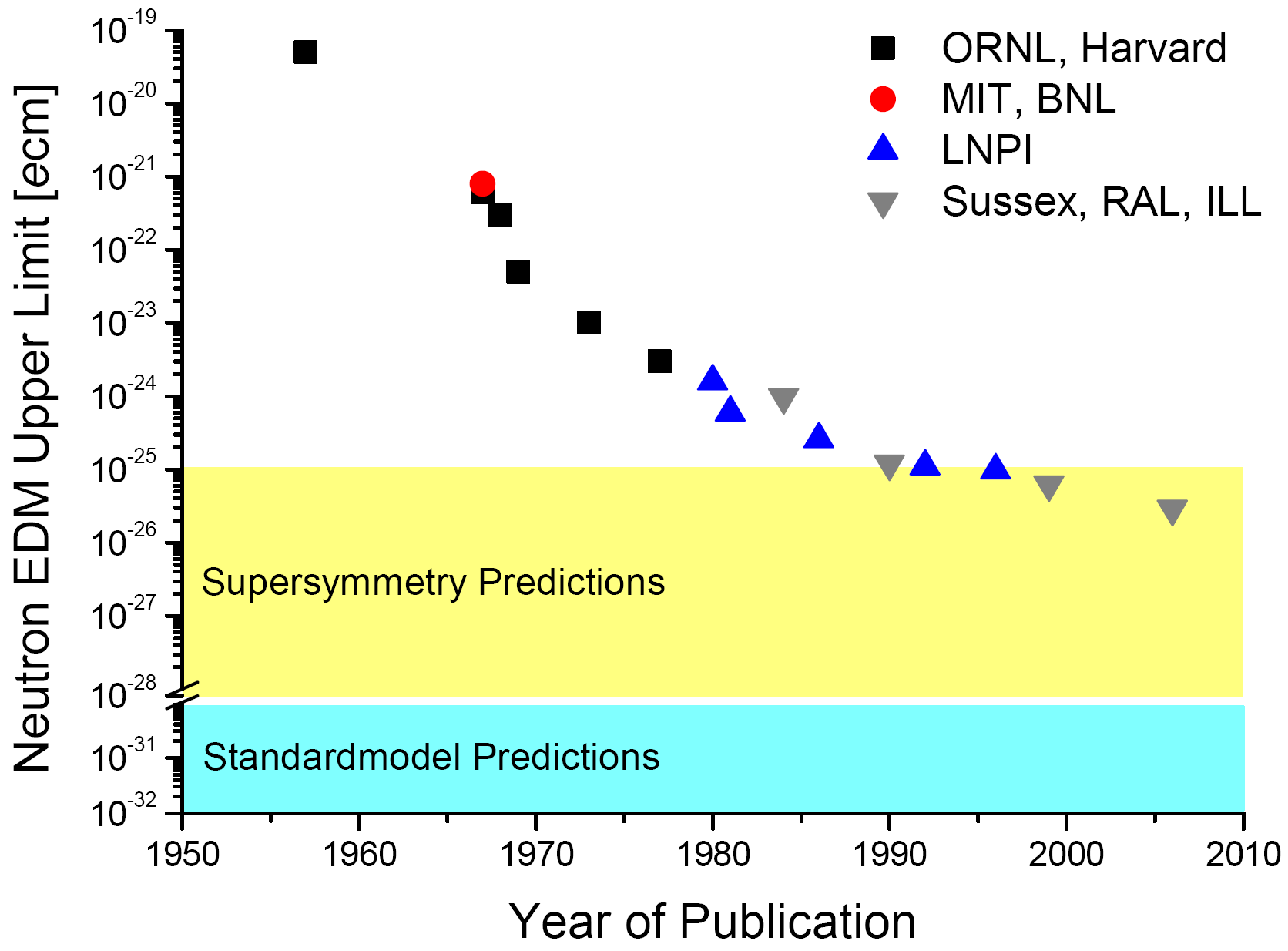
Messergebnisse für das Obere Limit des nEDM. Zusätzlich eingezeichnet sind auch die Bereiche, in denen das nEDM laut dem Standardmodell und Supersymmetrischen Theorien liegen müsste.

Die ersten Experimente, die nach dem nEDM gesucht haben, benutzten Strahlen thermischer (und später kalter) Neutronen, um die Messungen durchzuführen. Den Anfang machte das Experiment von Smith, Purcell und Ramsay im Jahre 1951 (veröffentlicht im Jahre 1957), das eine obere Grenze von dn = 5·10−20 e·cm als Ergebnis hatte.
Neutronenstrahlen wurden noch bis 1977 für nEDM-Experimente verwendet, dann wurden aber die systematischen Fehler, die von den hohen Geschwindigkeiten der Neutronen herrühren, zu groß. Das endgültige Limit, das mit einem Neutronenstrahl erreicht wurde beträgt dn = 3·10−24 e·cm.
Danach wurde mit Experimenten mit ultrakalten Neutronen weitergemacht. Das erste Experiment dieser Art wurde 1980 am Leningrad Nuclear Physics Institute durchgeführt und ergab ein oberes Limit von dn = 1,6·10−24 e·cm
Dieses Experiment und jenes, das 1984 am Institut Laue-Langevin begonnen wurde, verbesserten das Limit nochmal um zwei Größenordnungen und erzielten 2006 die oben genannte, bisher beste obere Grenze für das nEDM.
In den 50 Jahren, in denen solche Experimente schon durchgeführt werden, wurde der Wert für das obere Limit bereits um sechs Größenordnungen verbessert, wodurch einige theoretische Modelle erhebliche Einschränkungen erhalten.

## Aktuelle Experimente
Gegenwärtig (2022) gibt es weltweit mehrere Experimente, die versuchen, im Laufe der nächsten 10 Jahre das obere Limit für das nEDM auf 10−28 e·cm zu verbessern (bzw. es zum ersten Mal tatsächlich zu messen). Damit wird der gesamte Bereich abgedeckt werden, in dem das elektrische Dipolmoment des Neutrons nach supersymmetrischen Theorien liegen könnte.
- PNPI nEDM-Experiment am Institut Laue-Langevin[10]
- nEDM-Experiment im Bau am TRIUMF[11]
- nEDM-Experiment im Bau an der neuen UCN-Quelle am Paul Scherrer Institut[12]

Nach elektrischem Dipolmoment in geladenen Teilchen sucht das Experiment JEDI (Jülich Electric Dipole moment Investigations) am Forschungszentrum Jülich.

## Höhere Momente
Nach den Gesetzen der Quantenmechanik sind beobachtbare Wechselwirkungen mit einem 2n-Moment nur bei Teilchen mit Spin s ≥ n/2 möglich. Als Teilchen mit Spin ½ kann das Neutron daher kein Quadrupolmoment oder noch höheres Moment haben.